# Рыжов, Иван Алексеевич
Иван Алексеевич Рыжов (1936—2006) — русский советский писатель, прозаик и эссеист. Член Союза писателей СССР (с 1967 года). Председатель Орловской областной писательской организации Союза писателей РСФСР (1987—1989). Заслуженный работник культуры Российской Федерации (1994).

## Биография
Родился 19 апреля 1936 года в деревне Коровье Болото Урицкого района Орловской области.
С 1956 по 1961 год работал на Орловском заводе приборов в должностях слесаря, контролёра технического контроля и секретарём комитета комсомола. С 1961 по 1974 год работал в редакции областной газеты «Орловский комсомолец» в должностях сотрудника и редактора. С 1962 по 1967 год обучался на заочном отделении Литературного института имени А. М. Горького. С 1981 по 1987 год — председатель Орловского областного Комитета по телевидению и радиовещанию.
С 1987 по 1989 год — председатель Орловской областной писательской организации Союза писателей РСФСР. В 1990 году был одним из организаторов
литературной газеты и издательства «Вешние воды».
Член Союза писателей СССР с 1967 года. Член Высшего творческого совета Союза писателей России. В 1964 году первое произведение Рыжова «Тихон Гостев» было опубликовано в литературной газете «Литературная Россия», в 1967 году сборник рассказов «Под одной крышей» опубликован издательством «Советский писатель». В дальнейшем из под пера писателя вышли литературные произведения «Открытие» (1967), «Последний корень» (1968), эта книга в 1973 году была переведена на болгарский язык. В дальнейшем вышли «Вратарь Сашка Катуков» (1970), «Кинь грусть» (1971), «Горькая рябина» (1976), «Звезды в травах» (1984), «Длинные дожди» (1989), «Звезда любви приветная» (1989), «Зеркало» (1992), «Аринкин хутор» (1994), «Позднее свидание» (1996), «Встреча» (2000) и «Проза жизни» (2005). Произведения писателя издавались в таких издательствах как: «Современник», «Советская Россия», «Приокское книжное издательство» и «Вешние воды» и печатались в таких литературных журналах как: «Наш современник», «Роман-газета», «Крестьянка» и «Огонёк».
В 1980 году по рассказу Рыжова «Запах земли» режиссёром Антоном Васильевым на отечественной киностудии «Мосфильм» был снят короткометражный фильм «Блажной» в главной роли сыграли актёры Георгий Бурков и Наталья Архангельская.
3 июня 1994 году Указом Президента России «За заслуги в области культуры и многолетнюю плодотворную работу» было присвоено почётное звание Заслуженный работник культуры Российской Федерации.
Скончался 21 февраля 2006 года в городе Орле.

## Оценка творчества
По словам писателя Владимира Ермакова: «Он продолжает линию Юрия Казакова, который в свою очередь через Паустовского выходит к Бунину, Чехову. И вот эта тонкая, сильная, печальная, трепетная, патриотическая линия ни в ком, как в Рыжове, не утвердилась…По его рассказу «Запах земли» был снят фильм «Блажной», где с большим успехом сыграл Георгий Бурков. Когда я приезжал в Ясную Поляну на встречу, когда узнавали, что я из Орла, в первую очередь спрашивали: «Как там Рыжов?».

## Награды
- Орден «Знак Почета»
- Медаль «За трудовую доблесть»

### Звания
- Заслуженный работник культуры Российской Федерации (1994 — «За заслуги в области культуры и многолетнюю плодотворную работу»)[5]

### Премии
- Лауреат Всероссийской литературной премии имени И. А. Бунина СПР (1994)